# Sabine Ø
Sabine Ø (deutsch „Sabine-Insel“) ist eine grönländische Insel im Nordost-Grönland-Nationalpark.

## Geografie
Sabine Ø liegt in der Grönlandsee, nur wenige Kilometer östlich der Halbinsel Wollaston Forland. Von dieser ist sie durch die Claveringstrædet getrennt, von ihrer östlichen Nachbarinsel Lille Pendulum durch die Pendulumstrædet. Beide Inseln bilden gemeinsam mit Bass Rock und Hvalrosø (Walross-Insel) die Gruppe der Pendulum Øer, die die Hochstetterbucht südlich begrenzen und der nördlich gelegenen Insel Shannon gegenüberliegen.
Von ihrem nördlichsten Punkt Kap Neumayer (74° 41′ N, 18° 52′ W) bis zur Halbinsel Observatoriehalvø (74° 32′ N, 18° 50′ W) im Süden hat die Insel eine Ausdehnung von 16 km, in Ost-West-Richtung ist sie 14 km breit. Die Fläche von Sabine Ø wird mit 151 km² oder 156 km² angegeben.
Die Insel ist gebirgig, aber nicht allzu hoch. Die höchste Erhebung ist der Keferstein mit 699 m. Weitere benannte Berge sind der Harebjerg (579 m), der Kronebjerg (544 m), der Germania Bjerg (302 m) sowie der Tafelberg und die Søspidsen.
Die Oberfläche der Insel besteht aus Sedimentgesteinen aus der Kreidezeit und großen Mengen basaltischen Gesteinen. Die Pflanzendecke ist spärlich und größere Landsäugetiere wie Moschusochsen selten. Meeressäuger und Vögel profitieren dagegen von der Sirius-Water-Polynja, die gewöhnlich von Shannon bis Hvalrosø reicht.

## Geschichte
Sabine Ø war seit mehreren Tausend Jahren zunächst von der Independence I- und später von der Dorset- und der Thule-Kultur besiedelt. Besonders im Südosten der Insel sind Feuerplätze der Prä-Eskimos und Reste von Wohnstätten zu finden, die der Thule-Kultur zuzurechnen sind. Als die ersten Europäer die Insel betraten, waren diese aber schon verlassen.
Die Entdeckung der Sabine-Insel durch Europäer datiert auf den August 1823. Die Britische Admiralität hatte 1818 ein Programm zur genauen Bestimmung der Erdgestalt mit Hilfe des Sekundenpendels gestartet. Speziell geschulte Marineoffiziere fuhren auf den britischen Schiffen mit und führten Pendelexperimente auch in entlegenen Teilen des Britischen Empire durch. Unter ihnen war Edward Sabine, der spätere Präsident der Royal Society. Er hatte 1818 und 1819–1820 bereits die Expeditionen von John Ross und William Edward Parry zur Auffindung der Nordwestpassage begleitet. 1823 fuhr er auf der HMS Griper unter dem Kommando von Douglas Clavering nach Hammerfest, Spitzbergen und an die Ostküste Grönlands. Nachdem die Griper die Eisbarriere des Ostgrönlandstroms in der zweiten Augustwoche passiert hatte, segelte sie nordwärts und ging schließlich am 15. August 1823 im heutigen Germania Havn von Sabine Ø vor Anker, einem Platz, der durch die vorgelagerte Hvalrosø vor kompaktem Treibeis geschützt ist. Sabine richtete sein Observatorium auf der Observatoriehalvø ein.

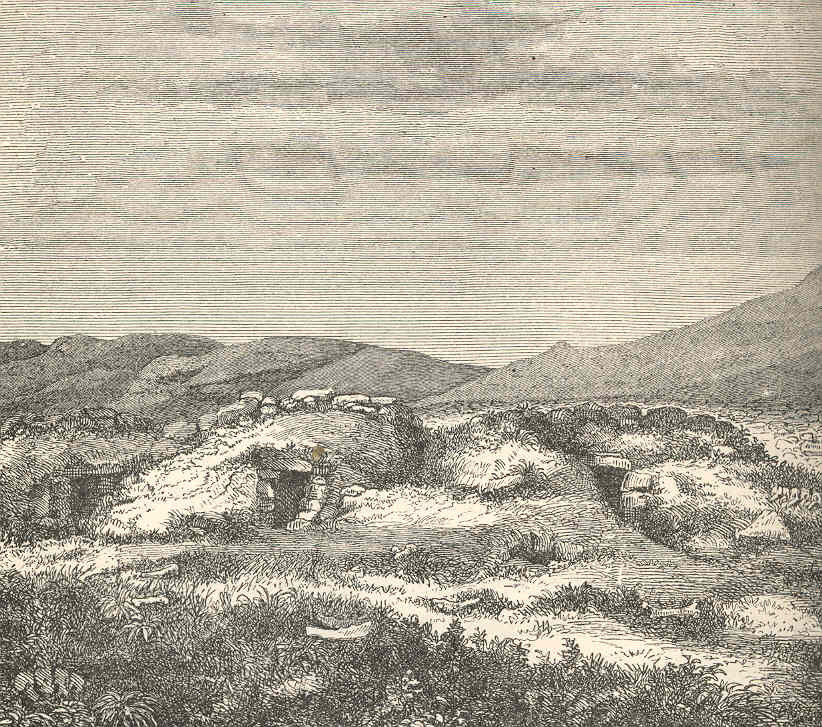
Ruinen von Thule-Winterhäusern auf Sabine Ø wie Koldewey sie 1869 vorfand

1869–1870 überwinterte auch die Zweite Deutsche Nordpolar-Expedition mit dem Schraubendampfer Germania im Germaniahavn, unmittelbar vor dem Ort, wo Sabine seine Pendelversuche durchgeführt hatte. Von hier aus unternahmen die Expeditionsteilnehmer, allen voran Julius Payer, ausgedehnte Bootsfahrten und Hundeschlittenreisen zur Erforschung und Kartierung der angrenzenden Küsten. Der Kapitän der Germania und Leiter der Expedition, Carl Koldewey, gab der Insel, die von den Briten Inner Pendulum Island genannt worden war, ihren heutigen Namen. Auch viele andere geographische Bezeichnungen auf Sabine Ø gehen auf Koldewey zurück.
1926 besuchte die Cambridge-Ostgrönland-Expedition unter Leitung von James Wordie die Insel und wiederholte die Pendelexperimente Sabines von 1823.
1942 landete im Rahmen des „Unternehmens Holzauge“ eine deutsche Wehrmachtseinheit in der Hansa Bugt an der Ostküste von Sabine Ø. Hier betrieb sie eine Wetterstation, wurde jedoch am 11. März 1943 von einer dänischen Schlittenpatrouille entdeckt und in ein Gefecht verwickelt. US-amerikanische B-24-Bomber zerstörten die Station am 25. Mai 1943.
Im Rahmen des GeoArk-Projekts, eines interdisziplinären Forschungsprojekts des Dänischen Nationalmuseums und des Instituts für Geographie und Geologie der Universität Kopenhagen, wurde unter Leitung von Bjarne Grønnow zwischen 2003 und 2009 mehrmals archäologische Feldforschung im Germaniahafen betrieben. Der Schwerpunkt lag auf der Ausgrabung und Erforschung von Fundstätten der Thule-Kultur.